# علم نفس البيئة
علم النفس البيئي هو مجال متعدد التخصصات يركز على التفاعل بين الأفراد ومحيطهم. يدرس هذا المجال الطريقة التي تشكل بها بيئتنا الطبيعية شخصيتنا كأفراد. يعرّف هذا العلم مصطلح البيئة ضمن نطاق واسع، إذ يشمل البيئات الطبيعية والصفات الاجتماعية والبيئات الحضرية وبيئات التعلم وبيئات المعلومات.
لم يُعترف بعلم النفس البيئي كمجال مستقل تمامًا حتى أواخر الستينيات عندما بدأ العلماء في التشكيك في العلاقة بين السلوك الإنساني وبيئتنا الطبيعية والحضرية. هدف هذا المجال منذ نشأته لتطوير كل من الجودة وحل المشاكل على حد سواء، مع إعطاء الأولوية للأبحاث التي تهدف إلى حل المشاكل البيئية المعقدة في السعي لتحقيق جودة الحياة الفردية داخل المجتمع الكبير. يجب عند حل المشكلات المتعلقة بالتفاعل بين الإنسان والبيئة (سواء كانت عالمية أو محلية) أن نملك نموذجًا يتنبأ بالظروف البيئية التي يستجيب البشر وفقًا لها. يمكن أن يساعد هذا النموذج في تصميم وإدارة وحماية واستعادة البيئات التي تعزز السلوك المنطقي، والتنبؤ بالنتائج المحتملة عند عدم تحقيق هذه الشروط، وتشخيص المشكلات. يستكشف هذا المجال قضايا مختلفة مثل الإدارة المشتركة للموارد وتحديد طرق الدراسة في الحالات المعقدة، وتأثير الضغط البيئي على الأداء البشري، وخصائص البيئات التصالحية، ومعالجة البيانات البشرية، وتعزيز الديمومة. كان هناك تركيز متزايد على قضايا الاستدامة البيئية في هذا المجال في الآونة الأخيرة، إلى جانب التركيز المتزايد على تغير المناخ في المجتمع والعلوم الاجتماعية.
لم يحدد هذا النموذج فقط السمات الديناميكية التي من المتوقع أن يتطور علم النفس البيئي وفقها، إنما كان أيضًا العامل المساعد في جذب المدارس الأخرى وأبحاث علماء النفس. ساهم علماء الجغرافيا والاقتصاد ومهندسو المواقع والسياسيون وعلماء الاجتماع وعلماء الإنسانية والمعلمون ومطورو المنتجات في هذا المجال.
على الرغم من أنه يمكن اعتبار مصطلح علم النفس البيئي أفضل وصف معروف وشامل لهذا المجال، يمكننا وصفه أيضًا باسم علم العوامل البشرية، أو بيئة العمل المعرفية، أو علم النفس البيئي، أو دراسات العلاقة بين السلوك والبيئة. ومن المجالات المتعلقة به: علم النفس المعماري، والهندسة الاجتماعية، والجغرافيا السلوكية، وعلم الاجتماع البيئي، والبيئة الاجتماعية، وأبحاث التصميم البيئي.

## تاريخ
إن أصول هذا المجال من الدراسة غير معروفة، ويقال إن ويلي هيلباتش هو أول من ذكر مصطلح علم النفس البيئي. ناقش في أحد كتبه الذي حمل عنوان علم النفس الجيولوجي مواضيع مثل كيفية تأثير الشمس والقمر على النشاط البشري، وتأثير البيئات القاسية، وتأثير الألوان والأشكال. من بين العلماء الرئيسيين الآخرين في علم النفس البيئي جاكوب فون يوكسل وكورت ليفين وإيجون برونزويك وجيرارد كامينسكي وكارل فريدريش غراومان.
زادت حاجتنا إلى التطورات في مجال علم النفس الاجتماعي بعد نهاية الحرب العالمية الثانية وخاصة في مجال تغيير المواقف والتواصل ضمن المجموعات الصغيرة والصراع بين المجموعات. تسببت هذه الحاجة في بدء علماء النفس تطبيق نظريات علم النفس الاجتماعي على عدد من القضايا الاجتماعية مثل التحامل والحرب والسلام. كان يُعتقد أنه في حال معالجة هذه المشكلات ستظهر الأفكار والمبادئ الأساسية.
على الرغم من أن هذه الفترة كانت حاسمة في تطور هذا المجال إلا أن المنهجيات المستخدمة لإجراء الدراسات كانت موضع شك. كانت الدراسات تجري في ذلك الوقت في بيئة مخبرية مما أثار بعض الشكوك فيما يتعلق بصحتها في العالم الحقيقي. ونتيجة لذلك بدأ علماء النفس البيئي في إجراء دراسات خارج المختبر مما حقق استمرار تقدمها. يطبق علم النفس البيئي اليوم على العديد من المجالات المختلفة مثل الهندسة المعمارية والتصميم والبرامج التلفزيونية والإعلانات.

## التوجهات

### التوجه نحو حل المشاكل
علم النفس البيئي هو دراسة مباشرة للعلاقة بين البيئة وكيفية تأثير تلك البيئة على سكانها. تعمل جوانب هذا المجال من خلال تحديد المشكلة واكتشاف الحل. لذلك من الضروري أن يكون علم النفس البيئي موجهًا لحل المشاكل.
تتمثل أحد الجوانب الهامة في هذا التوجه في ظهور الحلول من الأبحاث التي نشأت من خلال تحديد المشكلات. يمكن لهذه الحلول أن تجعل المجتمع يعمل بشكل أفضل وأن تخلق ثروة من المعرفة تخصّ المزايا الداخلية للمجتمعات. ناقش عالم النفس البيئي هارولد بروشانسكي كيف تكون الدراسة «ذات قيمة موجهة» جراء التزامها بتحسين المجتمع من خلال تحديد المشكلة. ناقش بانيانغ أهمية فهم المشكلة وضرورة إيجاد الحل. أشار بروشانسكي أيضًا إلى بعض مشاكل هذا التوجه في علم النفس البيئي.
أولًا: يجب دراسة المشاكل المحددة وفقًا لمواصفات معينة، فيجب أن تكون مستمرة وموجودة في الحياة الواقعية، وليس فقط في المختبر.
ثانيًا: يجب أن تنبع المفاهيم المتعلقة بالمشاكل مباشرة من المصدر. بمعنى أنها يجب أن تأتي مباشرة من البيئة المحددة التي تحدث المشكلة فيها. لا يمكن أن تأتي الحلول وفهم المشكلات من بيئة مُنشأة ومُنمذجة لتبدو كواقع حقيقي. يحتاج علم النفس البيئي إلى تمثيل مجتمع حقيقي وليس مجتمع مبني في بيئة مخبرية. تعتبر المهمة الصعبة لعالم النفس البيئي في دراسة المشكلات أثناء حدوثها في الحياة اليومية. من الصعب رفض جميع الأبحاث المختبرية لأن هذه التجارب هي التي يمكننا من خلالها اختبار النظريات دون التأثير بشكل سلبي على البيئة الحقيقية أو يمكن أن تكون بمثابة نماذج عند اختبار الحلول المطروحة. وضح بروشانسكي هذه النقطة أيضًا، حيث ناقش صعوبة النهج الموجه نحو حل المشكلات بشكل عام. وذكر أنه من المهم أن يستخدم عالم النفس البيئي جميع جوانب البحث وتحليل النتائج وأن يأخذ في الاعتبار الجوانب العامة والخاصة للمشاكل.
يعالج علم النفس البيئي المشاكل البيئية مثل الكثافة والازدحام والتلوث الضوضائي والمعيشة السيئة والمناطق الحضرية السيئة. إذ تزيد الضوضاء من الضغط البيئي. يعتبر التحكم والقدرة على التنبؤ عاملان أساسيان في التأثيرات الضارة للضوضاء، ويعتبر سياق التجربة والبيئة والمصدر أيضًا متغيرات هامة. افترض علماء النفس البيئي أنّ الكثافة والازدحام يمكن أن يؤثرا بشكل سلبي على الحالة المزاجية وقد يتسببان في أمراض مرتبطة بالتوتر. يعتقد علماء علم النفس البيئي أنه بهدف فهم المشكلات البيئية وحلها يجب أن تأتي المفاهيم والمبادئ مباشرة من البيئات الحقيقية والمشاكل المراد حلها. على سبيل المثال: تشمل العوامل التي تقلل من الشعور بالازدحام داخل المباني ما يلي:
- النوافذ: خاصة التي يمكن فتحها وتوفر الرؤية والضوء.
- السقف العالي.
- أبواب تقسيم المساحات.
- شكل الغرفة: تعطي الغرف المربعة شعورًا بأنها أقل ازدحامًا من الغرف المستطيلة.
- استخدام عدة أقسام لخلق مساحات مخصصة صغيرة داخل مكتب مخطط مفتوح أو مساحة عمل كبيرة.
- توفير التحكم في جوانب البيئة الداخلية مثل: التهوية والإضاءة والخصوصية.
- اختلاف تقييم البيئة ومشاعر الازدحام باختلاف الأماكن. على سبيل المثال: قد يرتاح المرء في الازدحام في ضمن عرض موسيقي وينزعج منه ضمن ممرات المدرسة.
- توفر المساحة الشخصية.

### المساحة الشخصية
هي امتلاك مساحة شخصية في مكان عام مثل المكتب، وهو ما يميز العديد من التصميمات المعمارية. إنَّ وجود مثل هذه المساحة الخاصة يمكن أن يقلل من الآثار السلبية للازدحام في البيئات الحضرية. صاغ هذا المصطلح جون كالهون في عام 1947، وأتى نتيجة لتجارب بيئية متعددة أُجريت على الفئران. بدأت في الأصل كتجربة لقياس عدد الفئران التي يمكن استيعابها في مساحة معينة ثم توسعت لتحديد كيفية سلوك الفئران في حال توفر الغذاء المناسب والمأوى في بيئة محددة.